# Leucoctenorrhoe quadrilinea
Leucoctenorrhoe quadrilinea är en fjärilsart som beskrevs av W. Warren 1904. Leucoctenorrhoe quadrilinea ingår i släktet Leucoctenorrhoe och familjen mätare. Inga underarter finns listade i Catalogue of Life.